# Rosa Pompanin
Rosa Pompanin (Pieve di Cadore, 9 giugno 1984) è una giocatrice di curling italiana, atleta di Cortina d'Ampezzo del Curling Club Dolomiti.

## Carriera agonistica

### Nazionale
Il suo esordio con la nazionale italiana junior femminile di curling è stato il campionato mondiale junior di gruppo B del 2001, disputato a Tårnby, in Danimarca: in quell'occasione l'Italia si piazzò al terzo posto. Con la nazionale junior partecipa a 4 campionati mondiali junior e a due campionati mondiali junior gruppo B.
Nel 2001 entra nella formazione della nazionale assoluta con cui ha partecipato a tre mondiali, cinque europei ed ai XX Giochi olimpici invernali.
Nel 2007 entra nella formazione della nazionale universitaria con cui ha partecipato alle XXIII Universiadi invernali.
Nel 2007 entra nella formazione della nazionale misti con cui ha partecipato ad un campionato europeo misti di curling.
Il miglior risultato dell'atleta è la medaglia di bronzo ottenuta ai campionati mondiali junior del 2003 disputati a Flims, in Svizzera. Questo è il miglior risultato ottenuto dalla nazionale junior femminile.
Rosa è la giocatrice di curling italiana con maggiori presenze con la nazionale junior: 53 partite su 147 partite in azzurro.
CAMPIONATI
Nazionale assoluta: 77 partite
- Olimpiadi invernali
  - 2006 Torino ( Italia) 10°
- Mondiali
  - 2003 Winnipeg ( Canada) 9°
  - 2004 Gävle ( Svezia) 9°
  - 2005 Paisley ( Scozia) 11°
- Europei
  - 2001 Vierumäki ( Svezia) 11°
  - 2002 Grindelwald ( Svizzera) 11°
  - 2003 Courmayeur ( Italia) 5°
  - 2004 Sofia ( Bulgaria) 6°
  - 2005 Garmisch-Partenkirchen ( Germania) 6°

Nazionale junior: 53 partite
- Mondiali junior
  - 2002 Kelowna ( Canada) 4°
  - 2003 Flims ( Svizzera) 3° 
  - 2004 Trois-Rivières ( Canada) 9°
  - 2005 Pinerolo ( Italia) 8°
- Mondiali junior gruppo B
  - 2001 Tårnby ( Danimarca) 3°
  - 2002 Hšgelsheim ( Germania) 2°

Nazionale mista: 6 partite
- Europeo misto
  - 2007 Madrid ( Spagna) 9°

Nazionale universitaria: 11 partite
- Universiadi invernali
  - 2007 Torino ( Italia) 5°

### Percentuale di gioco
Il campionato in cui è registrata la miglior prestazione di Rosa con la squadra nazionale è il mondiale junior del 2004 disputato a Trois-Rivières. In questo campionato giocò con una percentuale media di precisione del 72%, toccando il massimo di 86% nella partita contro il Canada (persa 5-10). L'evento con la peggiore prestazione registrata sono i Giochi olimpici del 2006 a Torino. Nel torneo olimpico Rosa giocò con una percentuale media di precisione del 61%, toccando il minimo nella partita contro la Svizzera (persa 4-11) dove la precisione registrata è del 42%.
- 2002 mondiale junior di Kelowna, precisione: 63% (viceskip)
- 2003 mondiale junior di Flims, precisione: 71% (viceskip)
- 2003 mondiale di Winnipeg, precisione: 69% (second)
- 2003 europeo di Courmayeur, precisione: 66% (second)
- 2004 mondiale junior di Trois-Rivières, precisione: 72% (viceskip)
- 2004 mondiale di Gävle, precisione: 65% (second)
- 2004 europeo di Sofia, precisione: 69% (second)
- 2005 mondiale junior di Pinerolo, precisione: 66% (viceskip)
- 2005 mondiale di Paisley, precisione: 63% (second)
- 2006 olimpiadi di Torino, precisione: 61% (second)
- 2007 universiadi di Torino, precisione: 65% (viceskip)

### Campionati italiani
Rosa ha preso parte ai campionati italiani di curling con il Curling Club New Wave è stata 4 volte campionessa d'Italia più un altro titolo nella categoria ragazzi nel 2000:
- Italiani assoluti:
  - 2000  con Diana Gaspari, Chiara Olivieri e Arianna Lorenzi
  - 2001  con Diana Gaspari, Chiara Olivieri e Arianna Lorenzi
  - 2002  con Diana Gaspari, Chiara Olivieri e Arianna Lorenzi
  - 2003  con Diana Gaspari, Chiara Olivieri, Arianna Lorenzi e Elettra De Col
  - 2004  con Diana Gaspari, Chiara Olivieri, Arianna Lorenzi e Marella Salvato
  - 2005  con Diana Gaspari, Chiara Olivieri e Arianna Lorenzi
  - 2013  con Elettra De Col, Violetta Caldart, Giorgia Casagrande e Giorgia De Lotto
- Italiani junior:
  - 2000  con Diana Gaspari, Giorgia Costantini, Arianna Lorenzi